# Florence Ward Stiles
Florence Ward Stiles (1897-1981), fue una arquitecta y bibliotecaria estadounidense, que en 1939 fue nombrada como primera asesora para estudiantes de mujeres en el Instituto Tecnológico de Massachusetts (MIT). Fue premiada con el primer grado de arquitectura, como miembro de la clase del MIT en 1923, y después de graduarse se unió a la firma Howe, Manning & Almy, Inc. 
Su carrera incluyó trabajos en la firma de Stone & Webster. Más tarde estableció como una práctica personal el enfoque en las viviendas pequeñas y la remodelación de casas históricas. En 1931 se convirtió en la bibliotecaria de la Biblioteca Rotch de Arquitectura y Planificación del MIT. Se incorporó al Instituto Americano de Arquitectos en 1943.
En 1948 renunció a su posición como bibliotecaria de Rotch para reanudar su práctica de la arquitectura de manera privada.